# Copa São Paulo de Futebol Júnior de 1977
A Copa São Paulo de Futebol Júnior de 1977, foi a 9ª edição da "copinha". Nessa edição, o Fluminense, conquistou o tricampeonato, no dia 23 de janeiro, vencendo a Ponte Preta, pelo placar de 2 a 1.
A decisão de 1977 entre Ponte Preta e Fluminense foi marcada por duas peculiaridades: foi a primeira vez que uma final da Copinha era disputada no Estádio do Morumbi e o jogo serviu também como preliminar do amistoso internacional entre Brasil e Bulgária (o qual foi vencido pela Seleção Brasileira por 1 a 0).

## Equipes participantes

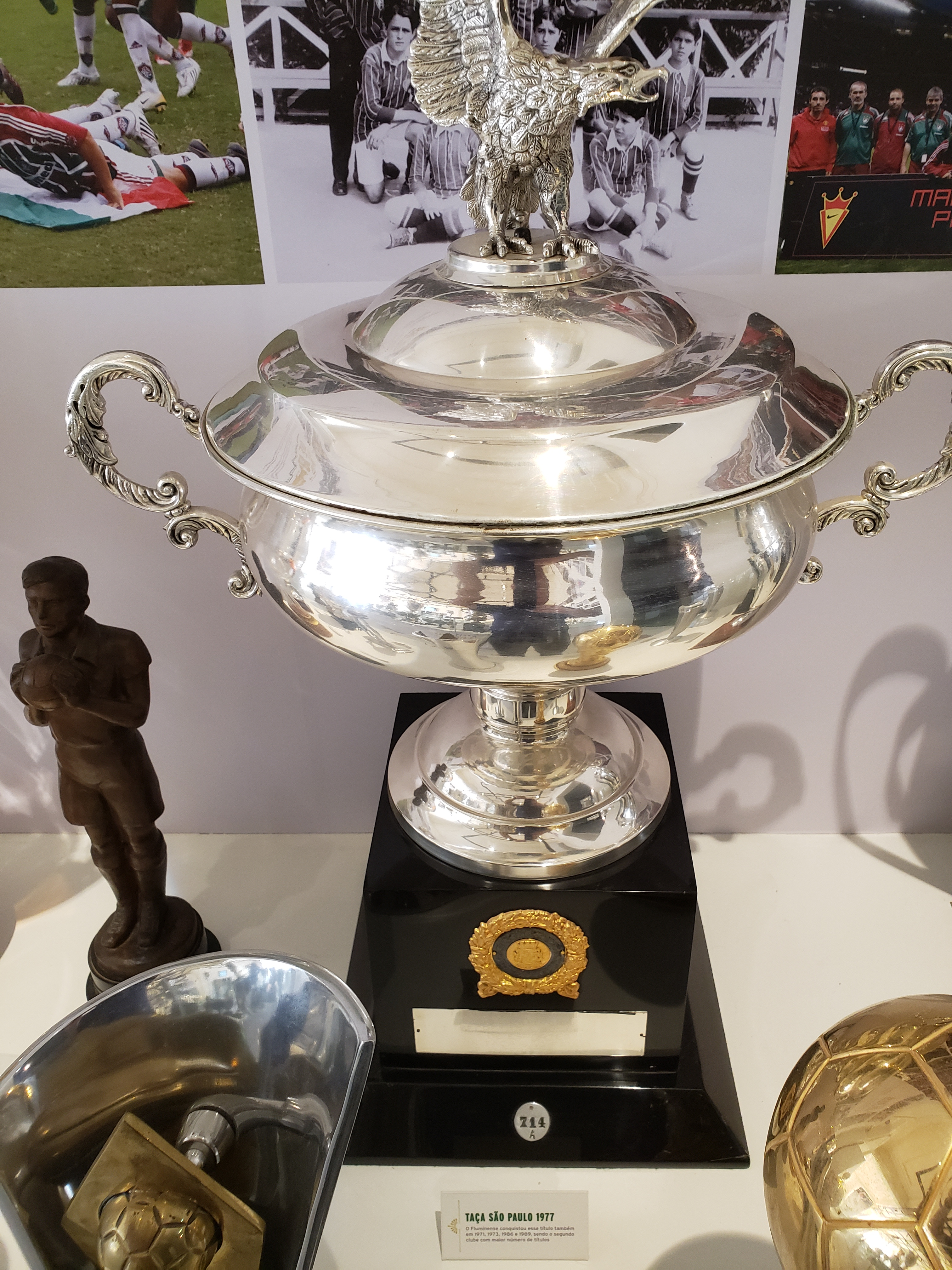
Troféu da Copa São Paulo de futebol Júnior de 1977.

| Localidade        | Equipe           | Cidade         | Participação (última) |
| ----------------- | ---------------- | -------------- | --------------------- |
| Minas Gerais      | Atlético Mineiro | Belo Horizonte | 6ª (1976)             |
| Minas Gerais      | Cruzeiro         | Belo Horizonte | 6ª (1976)             |
| Rio de Janeiro    | Botafogo         | Rio de Janeiro | 4ª (1975)             |
| Rio de Janeiro    | Flamengo         | Rio de Janeiro | 1ª (–)                |
| Rio de Janeiro    | Fluminense       | Rio de Janeiro | 6ª (1976)             |
| Rio Grande do Sul | Grêmio           | Porto Alegre   | 7ª (1976)             |
| Rio Grande do Sul | Internacional    | Porto Alegre   | 6ª (1976)             |
| São Paulo         | Corinthians      | São Paulo      | 9ª (1976)             |
| São Paulo         | Juventus-SP      | São Paulo      | 9ª (1976)             |
| São Paulo         | Nacional-SP      | São Paulo      | 8ª (1976)             |
| São Paulo         | Ponte Preta      | Campinas       | 7ª (1976)             |
| São Paulo         | Portuguesa       | São Paulo      | 7ª (1976)             |
| São Paulo         | Santos           | Santos         | 8ª (1976)             |

## Tabela

### Primeira fase
| 8 de janeiro de 1977 | Corinthians | 1 – 1 | Santos        | Estádio do Parque São Jorge, São Paulo |
|                      | Genildo 57' |       | Carlinhos 19' | Árbitro: Douglas Gonçalves Las Casas   |

|                                    |       | Penalidades                               |  |
| Amauri: Rogério: Geraldo: Genildo: | 4 – 2 | Fausto: Tostão: Carlinhos: Juari: Rubens: |  |

| - Corinthians: Gilmar; Rogério, Geraldo, Wagner e Wanderlei; Nobre e Rubens; Amauri, Celso (Luisinho), Geninho e Odair. Técnico: Cabeção. - Santos: Paulinho; Romildo, Lazinho, Fausto e Toninho; Carlinhos e Alceu (Pita); Juari, Tostão, Rubens e Tião. Técnico: Otávio. |

| 11 de janeiro de 1977 | Fluminense       | 2 – 1 | Grêmio | Estádio Nicolau Alayon, São Paulo |
| 19:00 (UTC-3)         | Mário · Edevaldo |       | Clóvis |                                   |

| 11 de janeiro de 1977 | Cruzeiro | – | Nacional-SP |  |
|                       |          |   |             |  |

| 13 de janeiro de 1977 | Internacional | – | Botafogo |  |
|                       |               |   |          |  |

| 13 de janeiro de 1977 | Flamengo | – | Atlético Mineiro |  |
|                       |          |   |                  |  |

### Quartas-de-final
| ?? de janeiro de 1977 | Fluminense | 4 – 3 | Cruzeiro |  |
|                       |            |       |          |  |

| ?? de janeiro de 1977 | Corinthians | – | Juventus-SP |                           |
|                       |             |   |             | Árbitro: Dirceu Fernandes |

| ?? de janeiro de 1977 | Internacional | – | Flamengo |  |
|                       |               |   |          |  |

| ?? de janeiro de 1977 | Ponte Preta | 2 – 1 | Portuguesa |  |
|                       |             |       |            |  |

### Semifinal
| 19 de janeiro de 1977 | Fluminense | 2 – 1 | Internacional | Estádio Nicolau Alayon, São Paulo |
|                       |            |       |               |                                   |

| 20 de janeiro de 1977 | Ponte Preta | 2 – 1 | Juventus-SP |  |
|                       |             |       |             |  |

### Final
| 23 de janeiro de 1977 | Fluminense                      | 2 – 1 | Ponte Preta     | Estádio do Morumbi, São Paulo                                  |
|                       | Mário 33' · Benê 80+1' (prorr.) |       | João Carlos 22' | Público: 67 608 pagantes Árbitro: Dulcídio Wanderley Boschilia |

|  | Fluminense | Ponte Preta |

| FLUMINENSE:         |  |            |  |    |
|                     |  |            |  |    |
| G                   |  | Pavão      |  |    |
| LD                  |  | Edevaldo   |  |    |
| Z                   |  | Tadeu      |  |    |
| Z                   |  | Valter     |  |    |
| LE                  |  | Roberto    |  |    |
| M                   |  | Dufrayer   |  |    |
| M                   |  | Cléber     |  |    |
| M                   |  | Mário      |  |    |
| A                   |  | Gilcimar   |  |    |
| A                   |  | Robertinho |  | a' |
| A                   |  | Zezé       |  |    |
| Substituição:       |  |            |  |    |
|                     |  | Benê       |  | a' |
| Treinador: Pinheiro |  |            |  |    |
|                     |  |            |  |    |

| PONTE PRETA:  |  |              |  |    |
|               |  |              |  |    |
| G             |  | Robson       |  |    |
| LD            |  | Édson        |  |    |
| Z             |  | Eugênio      |  |    |
| Z             |  | Nenê         |  |    |
| LE            |  | Toninho      |  |    |
| M             |  | João Carlos  |  |    |
| M             |  | Sérgio Tietê |  |    |
| M             |  | Barrinha     |  |    |
| A             |  | Júnior       |  |    |
| A             |  | Uberaba      |  | a' |
| A             |  | Saci         |  | b' |
| Substituição: |  |              |  |    |
|               |  | Dorival      |  | a' |
|               |  | Osvaldo      |  | b' |
| Treinador:    |  |              |  |    |
|               |  |              |  |    |

## Premiação
| Copa São Paulo de Futebol Júnior de 1977 |
| Rio de Janeiro                           |
| ---------------------------------------- |
| FLUMINENSE Campeão (3º título)           |